# Lista de aplicativos para Zeebo
Esta é uma lista de aplicativos existentes e/ou em desenvolvimento para o console de videogame Zeebo, organizado alfabeticamente por nome:
| Título / Título(s) Alternativo(s)      | Desenvolvedora            | País e Data de Lançamento                   | Preço em Z-Credits | Tamanho       | Referências                               |
| -------------------------------------- | ------------------------- | ------------------------------------------- | ------------------ | ------------- | ----------------------------------------- |
| Blue Sea School                        | Nebula Soft               | Cancelado                                   |                    |               | [ 1 ] [ 2 ] [ 3 ]                         |
| Fish vs. Pirates                       | Nebula Soft               | Cancelado                                   |                    |               | [ 1 ] [ 2 ] [ 3 ]                         |
| Opera Mini Zeebo Channels Zeebo Canais | Opera                     | 2 de setembro de 2010 4 de novembro de 2009 | Grátis             | 329 KB        | [ 4 ] [ 5 ]                               |
| Zeebo Clube                            | Zeebo Interactive Studios | 2 de setembro de 2010                       | Grátis             | 385 KB        | [ 6 ] [ 4 ] [ 5 ]                         |
| Zeeboids                               | Zeebo Interactive Studios | 2 de Junho de 2010 2 de Junho de 2010       | 290                | 7.04 MB       | [ 7 ] [ 8 ] [ 9 ] [ 10 ] [ 11 ]           |
| Zeebo Apuntes                          | Zeebo Inc.                | 8 de Setembro de 2010                       |                    | Aplicação Web | [ 12 ] [ 13 ]                             |
| Z-Social                               | iSkoot.inc                | Cancelado                                   |                    |               | [ 14 ] [ 15 ] [ 16 ] [ 15 ] [ 17 ] [ 18 ] |